# NGC 421
NGC 421 је ознака објекта на координатама са ректансцензијом 1h 12m 14,4s и деклинацијом + 32° 7" 25'. Открио га је Вилијам Хершел, 12. септембра 1784. Каснијим посматрањима на том положају није уочен никакав астрономски објекат.